# Фимет (из Трои)
Фимет (др.-греч. Θυμοίτης) — персонаж древнегреческой мифологии, брат Приама. Его жена Килла родила сына одновременно с Гекабой, родившей Париса, и Приам приказал убить сына и жену Фимета из-за предсказания.
Троянский старец. В поэме Квинта Смирнского произносит речь. Предложил ввести троянского коня в город, потому что ненавидел Приама.
Согласно Дионисию Скитобрахиону, Фимет, сын этого Фимета, сына Лаомедонта, сочинил «Фригийскую поэму» о Троянской войне.